# Am Abend ins Odeon
Am Abend ins Odeon ist eine in Schwarz-Weiß produzierte Fernsehserie des Norddeutschen Rundfunks, die von 1960 bis 1962 ausgestrahlt wurde.

## Hintergrund
Am Abend ins Odeon war eine musikalische Unterhaltungssendung, in deren Episoden nicht nur Tanz und Musik geboten, sondern auch Geschichten erzählt wurden, die sich vor und hinter den Kulissen eines Varieté-Theaters abspielten. Die Serie war auch unter dem Titel Achtung, Vorhang auf! bekannt und wurde von der ARD im Abendprogramm ausgestrahlt.

## Schauspieler und Rollen
Die folgende Tabelle zeigt die Schauspieler mit fünf Auftritten und mehr. Daneben waren auch namhafte Darsteller wie Charles Brauer, Wilhelm Groothe, Edith Hancke, Otto Lüthje und Carl Voscherau als Gastdarsteller dabei. Starauftritte hatten beispielsweise Bruce Low, Corry Brokken, June Richmond und Siw Malmkvist.
| Schauspieler       | Rolle                    | Episoden |
| ------------------ | ------------------------ | -------- |
| Josef Albrecht     |                          | 9        |
| Lotte Brackebusch  | Garderobiere             | 10       |
| Anja Gehler        | Nummerngirl              | 8        |
| Benno Gellenbeck   |                          | 6        |
| Harald Heitmann    | Schauspieler             | 6        |
| Günther Jerschke   | Künstlerischer Leiter    | 9        |
| Christiane König   | Balletttänzerin Flora    | 10       |
| Karl-Heinz König   | Regie-Assistent Junkers  | 9        |
| Karl-Ulrich Meves  | Maskenbildner            | 9        |
| Robert Meyn        | Direktor Dornbusch       | 11       |
| Antje Roosch       | Stenotypistin            | 10       |
| Annelies Schmiedel |                          | 11       |
| Olaf Sveistrup     |                          | 5        |
| Katharina Treller  | Chefsekretärin Wilke     | 10       |
| Erich Uhland       |                          | 7        |
| Henry Vahl         | Schneidermeister Pietsch | 8        |
| Susanne von Ratony | Balletttänzerin Gusti    | 8        |

## Episoden
| Folge | Ausstrahlung       |
| ----- | ------------------ |
| 1     | 11. Oktober 1960   |
| 2     | 30. November 1960  |
| 3     | 10. Januar 1961    |
| 4     | 13. Februar 1961   |
| 5     | 29. Mai 1961       |
| 6     | 12. Juli 1961      |
| 7     | 6. September 1961  |
| 8     | 14. September 1961 |
| 9     | 11. Oktober 1961   |
| 10    | 18. Dezember 1961  |
| 11    | 25. April 1962     |